# Circle Chart (zenei lista)
A Circle Chart, (korábban Kaon (가온, nyugaton Gaon) Dél-Korea zenei toplistája, melyet a Koreai Zeneipari Szövetség (Korea Music Content Industry Association) állít össze a dél-koreai kulturális minisztérium segítségével. A lista célja, hogy az amerikai Billboardhoz és a japán Oriconhoz hasonló toplistát állítsanak össze. 2010 februárjában kezdte meg működését.
Eredetileg 2009-ben már állítottak össze listát a kislemezeladási adatokból, majd egy évvel később a nagylemezekre is kiterjesztették, heti lebontásban. Az adatokat péntekenként teszik közzé.
2011 februárja óta a Kaon az online eladási adatokat is gyűjti.
2022. július 7-én a Kaon zenei listát Circle Chartra nevezték át. A korábbi listakategóriák megmaradtak, az új Global K-pop Chart hozzáadásával együtt. A Gaon Chart Music Awards-t szintén Circle Chart Awards névre keresztelték át.